# Baby, You're a Rich Man
Vous lisez un « article de qualité » labellisé en 2011.
Singles de The Beatles
Strawberry Fields Forever/Penny Lane
(1966) Hello Goodbye/I Am the Walrus
(1967)
Pistes de l'album Magical Mystery Tour
Penny Lane All You Need Is Love
Baby, You're a Rich Man est une chanson des Beatles. Préparée dans la foulée immédiate des sessions de l'album Sgt. Pepper's Lonely Hearts Club Band, elle est issue d'un collage de deux ébauches : les couplets composés par John Lennon (commençant par la phrase « How does it feel to be one of the Beautiful People? », qu'il adresse au mouvement hippie), jumelés à un refrain signé Paul McCartney (« Baby, you're a rich man… »). Enregistrée le 11 mai 1967 aux studios Olympic de Londres, elle est la toute première chanson complètement réalisée par le groupe hors des studios EMI d'Abbey Road.
La chanson paraît en juillet 1967 en face B du single All You Need Is Love, qui se classe en tête des hit-parades des deux côtés de l'Atlantique. Elle apparaît ensuite sur la version américaine de l'album Magical Mystery Tour, qui devient finalement la version officielle du disque. Elle fait enfin partie de la bande-son du dessin animé Yellow Submarine, ce qui lui vaut de figurer en 1999 sur l'album Yellow Submarine Songtrack. La chanson a fait l'objet de quelques reprises mineures. Elle a surtout été réutilisée dans le générique de fin du film The Social Network, consacré à l'ascension de Mark Zuckerberg et de son réseau social Facebook.

## Historique

### Contexte

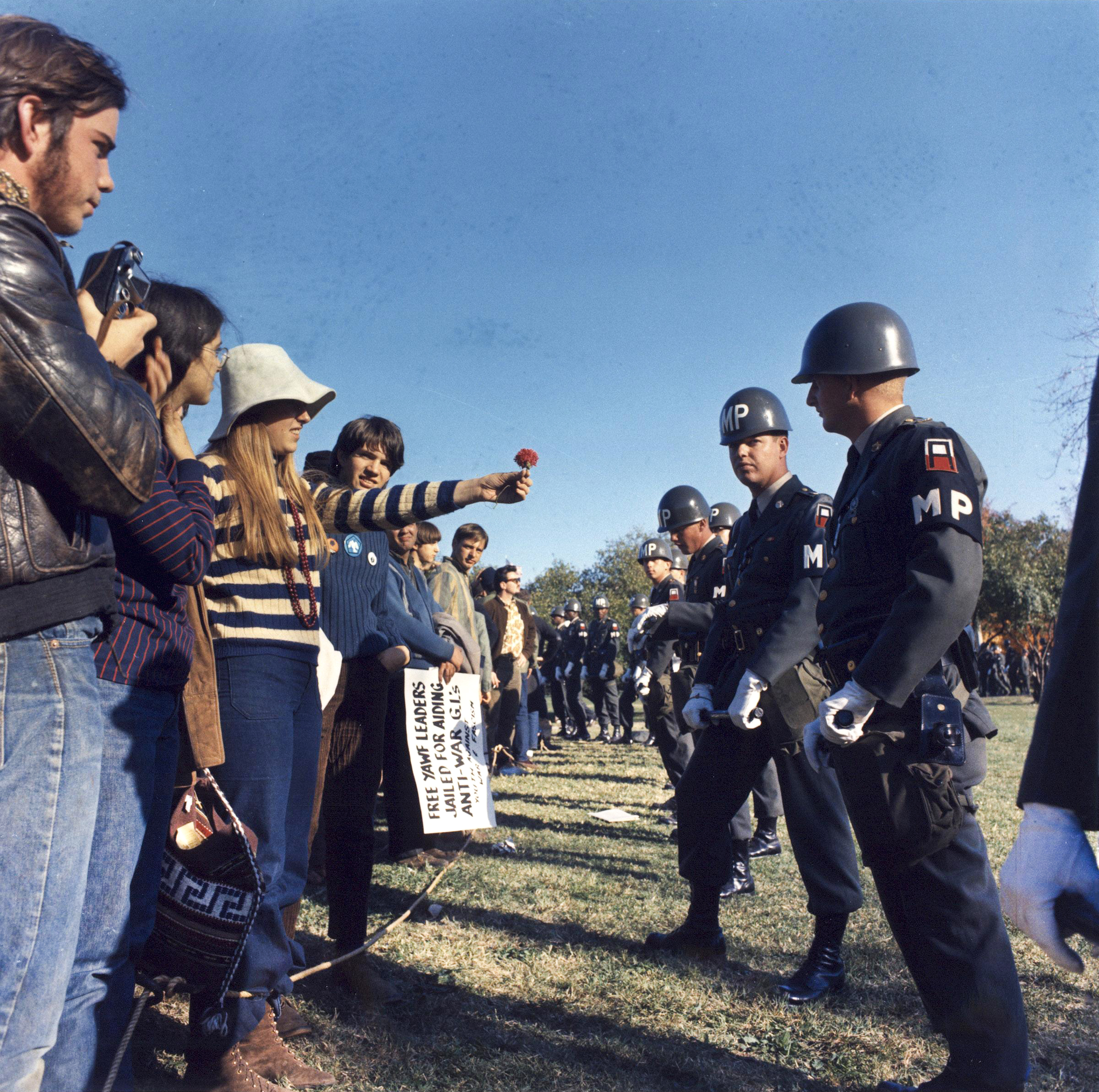
Attitude typique des Beautiful People lors d'une grande marche pour la paix en 1967 : une manifestante offre une fleur à un militaire.

En ce printemps de l'année 1967, année « dorée » selon Paul McCartney, et dont le cœur sera connu comme le Summer of Love (« l'été de l'amour »), le mouvement hippie bouillonne du côté de la côte ouest américaine, l'épicentre se situant dans la ville de San Francisco. Vers la fin des sessions de l'album Sgt. Pepper's Lonely Hearts Club Band, le bassiste des Beatles y fait d'ailleurs un saut, le 4 avril 1967, trouvant l'occasion de faire un bœuf avec le Jefferson Airplane, un des groupes porte-parole de la communauté hippie, dont les membres se présentent comme les beautiful people (« les belles gens »).
Les Beatles ne prennent aucun repos une fois achevé l'enregistrement de leur huitième album. Sgt. Pepper's est dans sa phase finale de fabrication pour une parution le 1er juin 1967, tandis qu'ils enchaînent sur deux projets distincts. D'une part, le dessin animé Yellow Submarine, pour lequel ils n'ont qu'un intérêt limité et pas franchement le désir de créer des chansons spécifiques, et d'autre part, le film Magical Mystery Tour, une nébuleuse idée de Paul McCartney, qui a notamment trouvé son inspiration dans son voyage à San Francisco. L'enregistrement de la chanson-titre ouvre d'ailleurs les sessions consacrées à ce projet, dès le 25 avril 1967.
Vient s'ajouter en mai une commande de la BBC pour son émission en mondovision Our World, pour laquelle John Lennon compose All You Need Is Love. L'ingénieur du son Geoff Emerick témoigne de l'ambiance précipitée autour des projets des Beatles : « Pour quelqu'un qui a vécu les choses de l'intérieur, il est évident que le groupe est retourné en studio bien trop tôt. Paul était le seul à avoir conservé son énergie créative, et il était déterminé à faire encore mieux que Pepper's. Les autres n'avaient pas l'air de s'en soucier autant. Compte tenu des excès de John dans la prise de drogues, et du voyage spirituel de George tourné vers l'Inde, Paul avait pris le contrôle de la direction du groupe si fermement que ses camarades n'ont même pas posé de questions sur la sagesse d'un retour si rapide au travail ». À l'appui de ces propos, une très longue session nocturne de sept heures, le 9 mai 1967, sans queue ni tête, improductive, avec les instruments désaccordés et les esprits embrumés sous l'effet des psychotropes, est désertée par George Martin et le personnel technique, laissant le groupe livré à lui-même dans le studio no 2 d'Abbey Road,.
C'est dans ce contexte général, et seulement deux jours après cette « jam » erratique, qu'est créée et enregistrée Baby You're a Rich Man. À l'origine, c'est la première et une des rares chansons spécialement mises en boîte pour le dessin animé Yellow Submarine, mais son destin sera finalement anticipé.

### Composition
John Lennon se lance sur une composition qu'il titre One of the Beautiful People. Complètement dans l'air du temps, il s'adresse aux hippies : « How does it feel to be one of the beautiful people? Now that you know who you are, what do you want to be? And have you travelled very far? Far as the eye can see. » (« Que ressent-on à faire partie des « belles gens » ? Maintenant que tu sais qui tu es, que veux-tu être ? As-tu voyagé très loin ? Aussi loin que les yeux peuvent voir. ») Le critique musical Richie Unterberger (en) livre pour AllMusic son analyse de cette section de la chanson : « Bien que John Lennon paraisse délivrer des paroles amicales, il semble qu'il se montre au contraire mordant, voire accusateur envers le sujet de sa chanson. « Vous avez tout », semble-t-il dire, mais il demande en même temps, « êtes-vous vraiment heureux, avez-vous accompli ce que vous vouliez faire ? » C'est probablement ironique, considérant que parmi les beautiful people de 1967, les Beatles devaient résider au sommet de la liste. »
Paul McCartney concocte pour sa part un de ces refrains entêtants dont il a le secret, constitué essentiellement de la phrase Baby, you're a rich man. L'« homme riche » en question, qui « conserve son argent dans un grand « sac brun » (ce terme désigne les sacs en papier kraft dans lequel les épiciers anglais mettent les achats de leurs clients) à l'intérieur d'un zoo », est très probablement le manager du groupe, Brian Epstein. Sur une des prises de la chanson, John Lennon change d'ailleurs « Baby you're a rich man too » en « Baby you're a rich fag Jew » (« tu es un riche pédé juif », (« fag », abréviation de « faggot », a une notion nettement péjorative, même si c'était de la part de Lennon un signe de familiarité, non une insulte (Epstein était homosexuel, un fait que les Beatles avaient accepté depuis qu'il le connaissaient). Le biographe Steve Turner donne d'ailleurs les explications de Lennon au sujet de cette sarcastique plaisanterie : « Ce que je voulais dire, c'est « arrête de te plaindre, tu es riche, nous sommes tous riches ». »
Les deux sections sont ensuite rassemblées par Lennon et McCartney. Cette technique consistant à attacher ensemble deux de leurs chansons a déjà été expérimentée pour A Day in the Life quelques mois plus tôt, et le duo y aura à nouveau recours en 1969 avec I've Got a Feeling.

### Enregistrement

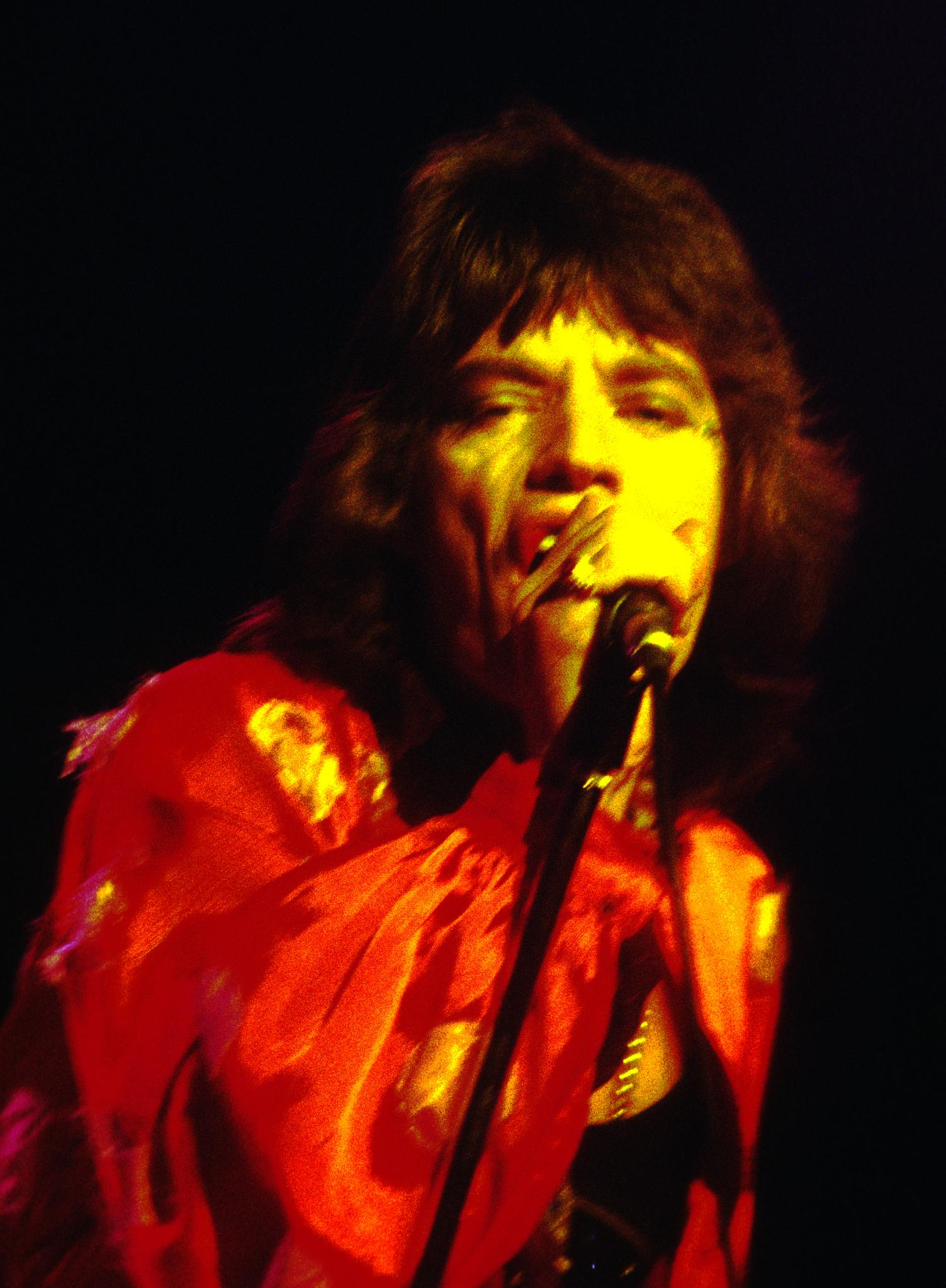
Le Rolling Stone Mick Jagger a participé à l'enregistrement de la chanson.

Les studios EMI d'Abbey Road ne sont pas libres au moment où les Beatles veulent enregistrer leur chanson. De plus, ceux-ci sont plutôt enclins à s'extirper de ces quatre murs où ils ont passé la majorité de leur temps ces derniers mois, sans compter le fait que le matériel et les conditions de travail dans les studios sont de moins en moins satisfaisantes. Ceux-ci sont peu confortables pour les artistes, et utilisent toujours des magnétophones à quatre pistes tandis que la majorité des autres studios londoniens possèdent des machines à huit pistes. Profitant de l'absence en studio du Jimi Hendrix Experience, parti en tournée au milieu de l'enregistrement de l'album Axis: Bold as Love, les Beatles prennent donc la direction des studios Olympic; c'est la première fois qu'ils bouclent intégralement une chanson hors des studios d'Abbey Road. 
En une seule session, le 11 mai 1967, de 21 h à 3 h le lendemain matin, la chanson est enregistrée et mixée. Le groupe réalise douze prises de base avant de choisir la meilleure (la douzième et dernière), pour y ajouter tous les overdubs. Trouvaille de John Lennon, il utilise ici un clavier électronique appelé le clavioline, un appareil doté de son propre amplificateur, et de conception monophonique (c'est-à-dire qu'on ne peut en jouer qu'une seule note à la fois). Ancêtre du synthétiseur, il permet de reproduire le son de nombreux instruments, et c'est ainsi que cette sonorité, rappelant un instrument à vent oriental, est entendue tout au long du morceau. Paul McCartney est à la basse et au piano, George Harrison à la guitare, Ringo Starr à la batterie et au tambourin, l'ingénieur du son des studios Olympic Eddie Kramer prête son concours au vibraphone, et tout le monde participe aux refrains et aux claquements de mains. Le chanteur des Rolling Stones, Mick Jagger, est présent lors de cette session et très probablement sur les chœurs du refrain de McCartney. A ce moment-là dans ce studio, les Stones étaient en train d'enregistrer leur album Their Satanic Majesties Request et en profitent pour proposer à Lennon/McCartney pour faire les chœurs de We Love You (en réponse aux soucis judiciaires que connaît le groupe à ce moment-là, surtout avec l'incarcération de leur guitariste Brian Jones).
John Lennon assure pour sa part l'ensemble des parties vocales. Il chante avec une voix de fausset qui émerveille le personnel des studios Olympic. Keith Grant et Eddie Kramer, les ingénieurs du son à la manœuvre aux côtés de George Martin cette nuit-là, « [étaient] tous les deux abasourdis par la voix de John. Ils s'étaient longtemps demandé ce que ce serait d'enregistrer les Beatles, et là, ils me disaient à quel point c'était pour eux un grand moment. Ils ne pouvaient pas croire que quelqu'un pouvait chanter aussi bien », rapporte George Chkiantz, un autre employé des studios Olympic également présent pour cette session. Le travail réalisé chez Olympic est de qualité suffisante pour que l'ingénieur du son « attitré » des Beatles, Geoff Emerick, n'ait pas à retoucher le mixage final. À une époque où le groupe passe de plus en plus de temps sur chacune de ses chansons, le fait que celle-ci ait été bouclée si rapidement est jugé remarquable.

### Parution et réception
Baby, You're a Rich Man est publiée une première fois en face B du single All You Need Is Love, le 7 juillet 1967 au Royaume-Uni, tout juste cinq semaines après l'arrivée de l'album Sgt. Pepper's Lonely Hearts Club Band dans les bacs des disquaires. Sa simple présence, aux côtés de ce colossal succès planétaire, lui assure une très large diffusion. Le single se maintient en première place des hit-parades britanniques durant trois semaines. Aux États-Unis, Capitol Records édite le même single le 17 juillet. Il atteint également la première place des classements, cette fois-ci pour une semaine seulement. Si cette chanson était au départ la première, et une des rares à avoir été spécialement enregistrée dans la perspective du dessin animé Yellow Submarine, l'opportunité de la commercialiser sur ce 45 tours vient sans aucun doute du fait qu'il s'agissait d'une chanson prête pour une publication décidée dans l'urgence. Qui plus est, comme le note le critique musical Richie Unterberger, le refrain à reprendre en chœur de cette chanson s'accorde parfaitement avec celui d'All You Need Is Love. Ce single marque également un point de rupture dans la mesure où il est le dernier où John Lennon occupe une place prépondérante, jusqu'à la mi-1969.

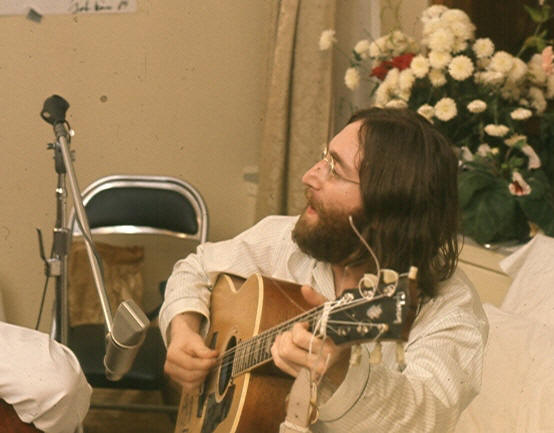
Le single All You Need Is Love/Baby, You're a Rich Man est le dernier single des Beatles mettant en avant John Lennon pour près de deux ans.

Par la suite, Baby, You're a Rich Man trouve sa place sur l'édition américaine de l'album Magical Mystery Tour publiée le 27 novembre 1967. Cet album est finalement intégré au catalogue « canonique » des Beatles et publié internationalement sur CD en 1987, ce qui explique que les singles de 1967 n'apparaissent pas sur les compilations Past Masters, celles-ci ne reprenant que les chansons absentes des albums officiels du groupe. La chanson est par ailleurs absente de la première édition de la bande-son de Yellow Submarine en janvier 1969, bien qu'elle donne lieu à une séquence du dessin animé, mais elle fait partie de la réédition de 1999, Yellow Submarine Songtrack.
Brian Epstein, évoqué dans cette chanson, meurt d'une overdose de barbituriques le mois suivant sa publication. John Lennon, qui l'avait brocardé à travers cette chanson et avait une relation forte mais tendue avec le manager, tire de cet événement une grande culpabilité, notamment parce qu'il l'avait initié aux pilules et autres drogues. Cette mort déstabilise par ailleurs le groupe qui perd ici un fil directeur : le remplacement d'Epstein devient un des motifs de discorde prépondérants au sein des Beatles.

## Structure musicale
La chanson, dans la tonalité de sol, n'est basée que sur deux accords : sol et do majeur (mode mixolydien majeur) avec une liaison en fa, selon une structure « AABAB » (deux couplets, refrain, un couplet, refrain ad lib avec fin en fondu). Il s'agit, pour cette époque du groupe, d'une composition assez simple du point de vue de la construction musicale, selon le musicologue Allan Pollack.
Sur les couplets chantés par John Lennon dans les aigus, la basse et la guitare jouent ces deux notes en triple croches, tandis que la batterie multiplie les roulements de caisse claire et de toms. Le piano, sur lequel sont appliqués des effets de réverbération et d'écho, est également très présent, notamment pour lancer chaque refrain. On remarque aussi que la mesure est battue par des claquements de mains accompagnés par un tambourin. Du début à la fin de la chanson, John Lennon multiplie les arabesques au clavioline. L'ambiance générale du titre est dans l'air du temps, c'est-à-dire psychédélique.

## Postérité
Interprétée dans des genres différents, Baby, You're a Rich Man a été reprise une dizaine de fois par des groupes et artistes peu connus. La version des Beatles accompagne le final du film The Social Network sorti en 2010 : la chanson démarre dans les dernières secondes, au moment où est écrit, en incrustation sur l'image de l'acteur Jesse Eisenberg, « Mark Zuckerberg est le plus jeune milliardaire du monde », et elle continue durant le générique de fin.

## Fiche de production
The Beatles
- John Lennon : chant, clavioline, piano
- Paul McCartney : chœurs, basse, piano
- George Harrison : chœurs, guitare électrique, claquement de mains
- Ringo Starr : batterie, tambourin, maracas, claquements de mains

Musiciens additionnels
- Eddie Kramer : vibraphone
- Mick Jagger (The Rolling Stones) : probable participation aux chœurs
- Brian Jones : hautbois

Équipe technique
- George Martin : producteur
- Eddie Kramer : ingénieur du son
- Keith Grant : ingénieur du son